# Dolce Vita (альбом)
Dolce Vita (рус. Дольче Вита (Сладкая жизнь)) — седьмой студийный альбом группы «Океан Ельзи», вышел в начале весны 2010 года.

## Об альбоме
Диск получил название от одноименного фильма Федерико Феллини Dolce Vita (с итал. — «Сладкая жизнь»).
На альбоме имеется один бонус-трек для украинского издания альбома «Ой, чий там кінь стоїть» — украинская народная песня в исполнении группы. Песня «Я так хочу» вышла интернет-синглом в середине ноября 2009 года. На неё был снят клип.
В декабре 2010 года в продажу поступила remastered-версия альбома, которую курировал звукорежиссёр Боб Людвиг.

## Рецензии
Диск не то чтобы демонстрирует второе дыхание группы, но заставляет вспомнить о её самых первых шагах: он исполнен драйва, безупречных мелодий и той самой фирменной «океановской» задушевности, благодаря которой украиноязычные композиции обосновались в российском эфире.
 — пишет Илья Зинин в журнале Rolling Stone

## Список композиций
1. Онлайн (3:52) — (рус. Онлайн)
2. Небо над Дніпром (4:16) — (рус. Небо над Днепром)
3. Надія (3:56) — (рус. Надежда)
4. Я так хочу (4:41) — (рус. Я так хочу)
5. На лінії вогню (3:01) — (рус. На линии огня)
6. Більше для нас (3:30) — (рус. Больше для нас)
7. Ордени (3:49) — (рус. Ордена)
8. З тобою (3:05) — (рус. С тобой)
9. Ще один день (4:13) — (рус. Еще один день)
10. Королева (4:17) — (рус. Королева)
11. 18 хвилин (4:23) — (рус. 18 минут)
12. Компас (4:28) — (рус. Компас)
13. Dolce Vita (5:20) — (рус. Дольче Вита(Сладкая жизнь))
14. Ой, чий там кінь стоїть (Bonus track) (3:49) — (рус. Ой, чей там конь стоит)

## Участники записи

### Постоянный состав
- Святослав Вакарчук — вокал
- Пётр Чернявский — гитара
- Денис Дудко — бас-гитара
- Милош Елич — клавишные
- Денис Глинин — барабаны

### Приглашённые музыканты
- Светлана Медведева — Пилка (9)
- Алексей Саранчин — Рояль (9)

### Bonus track
- Национальный симфонический оркестр Украины — Оркестр